# Руда-Красная
Руда-Красная (укр. Руда-Красна) — село в Клеванской поселковой общине Ровенского района Ровенской области Украины.
Население по переписи 2001 года составляло 414 человек. Почтовый индекс — 35312. Телефонный код — 362. Код КОАТУУ — 5624684503.